# Compsibidion sphaeriinum
Compsibidion sphaeriinum là một loài bọ cánh cứng trong họ Cerambycidae.